# 中国驻曼德勒总领事馆
中华人民共和国驻曼德勒总领事馆，简称中国驻曼德勒总领事馆，是中华人民共和国派驻缅甸曼德勒的最高级别外交机构，位于曼德勒市昌妙达西镇区73条与德新路交叉口（Chan Myathasi Township Mandalay，Corner of 73rd Street and Thazin Street）。领区包括曼德勒省、克钦邦和掸邦。

## 机构设置
中国驻曼德勒总领事馆设置下列机构：
- 领侨处
- 经商室
- 办公室

## 事故
2024年10月18日，中国驻曼德勒总领事馆遭手榴弹攻击，並引发爆炸。領事館屋顶和部分设施轻微受损。